# Ehrenfried Rudolph
Ehrenfried Rudolph (né le 14 août 1935 à Krefeld) est un coureur cycliste allemand. Spécialiste de la piste, il a notamment été champion du monde de poursuite par équipes amateurs en 1962 et du demi-fond en 1970.

## Palmarès et résultats

### Palmarès sur piste

#### Championnats du monde
- Milan 1962
  -  Champion du monde de poursuite par équipes amateurs (avec Bernd Rohr, Klaus May et Lothar Claesges)
- Francfort 1966
  -  Médaillé d'argent du demi-fond
- Rome 1968
  -  Médaillé de bronze du demi-fond
- Leicester 1970
  -  Champion du monde de demi-fond

#### Championnats d'Europe
- 1965
  -  Médaillé d'argent du demi-fond
- 1966
  -  Médaillé de bronze du demi-fond
- 1967
  -  Médaillé d'argent du demi-fond
- 1968
  -  Médaillé de bronze du demi-fond
- 1969
  -  Médaillé de bronze du demi-fond
- 1971
  -  Champion d'Europe de demi-fond

#### Championnats nationaux
- Champion d'Allemagne de tandem en 1957 (avec Willy Franssen)
- Champion d'Allemagne de vitesse amateurs en 1961 et 1962
- Champion d'Allemagne du kilomètre amateurs en 1962
- Champion d'Allemagne de demi-fond en 1965, 1966, 1968 et 1969